# متلازمة غيتلمان
متلازمة غيتلمان هي اضطراب كلوي جسمي متنح يتسم بانخفاض مستويات مغنسيوم وبوتاسيوم الدم وانخفاض إفراز الكالسيوم في البول وارتفاع حموضة الدم. يحدث هذا الاضطراب بسبب طفرة جينية تؤدي إلى خلل في وظيفة كلوريد الصوديوم الحساس للثيازيد (المعروف أيضاً باسم NCC أو NCCT أو TSC) الموجود في الأنابيب الملتوية البعيدة للكلية هذا الناقل هو قناة مسؤولة عن نقل العديد من الشوارد مثل الصوديوم والكلوريد والكالسيوم والمغنيسيوم والبوتاسيوم.
كانت متلازمة غيتلمان تعتبر فرعا لمتلازمة بارتر، إلا أنه تم تحديد الأسس الجزيئية والوراثية المتميزة لهذه الاضطرابات. تُعتبر متلازمة بارتر أيضاً اضطراب استقلابي جسمي متنح قلائي بنقص بوتاسيوم الدم ولكنها مشتقة من طفرة في NKCC2 المتموضعة في الجزء العلوي الثخين الصاعد لعروة هنلي.

## العلامات والأعراض
قد يكون الأفراد المصابون لا عرضيون في بعض الحالات. تشبه أعراض الأفراد العرضيين أعراض الأشخاص الذين يتناولون المدرات الثيازيدية نظراً لأن الناقل المصاب هو هدف هذه المدرات.
تشمل العلامات السريرية لمتلازمة غيتلمان ارتفاع درجة حموضة الدم مع انخفاض مستويات الكلوريد والبوتاسيوم والمغنسيوم في الدم وانخفاض إفراز الكالسيوم في البول. بعكس الأشخاص المصابين بمتلازمة غوردون فإن المصابين بمتلازمة غيتلمان عادةً ما يكون ضغط دمهم طبيعيا أو منخفضا. غالباً ما يشكي الأشخاص المصابين بمتلازمة غيتلمان من تشنجات عضلية شديدة أو ضعف عضلي أو خدر أو سهاف أو الاستيقاظ ليلاً للتبول أو الرغبة الشديدة في تناول الملح أو الأحاسيس غير الطبيعية أو كلاس الغضاريف أو الضعف الذي يتظاهر من خلال التعب الشديد أو الهياج. على الرغم من أن الرغبة الشديدة في تناول الملح شائعة وشديدة إلا أنه قد لوحظت أيضاً الرغبة الشديدة في تناول الأطعمة الحامضة (مثل الخل والليمون والتين الحامض) لدى بعض الأشخاص المصابين. كما تم الإبلاغ عن أعراض أكثر شدة كالاختلاجات والكزاز والشلل. وتشاهد اللانظميات القلبية وتطاول المسافة QT على مخطط القلب الكهربائي. وقد تم الإبلاغ عن وفيات قلبية مفاجئة بسبب نقص مستويات بوتاسيوم الدم. غالباً ما تنتج الاختلافات الظاهرية الملاحظة بين المرضى عن اختلاف خلفياتهم الوراثية وقد تعتمد على نوع الحمض الاميني الطافر في بروتين NCCT.

## المسببات
ترتبط معظم حالات متلازمة غيتلمان بالطفرات الكابحة على جين SLC12A3 مما يؤدي إلى فقدان وظيفة الناقل المشترك لكلوريد الصوديوم الحساس للثيازيدات (NCCT). [] هذه الطفرة الجينية هي SLC12A3 الموجود لدى 80% من البالغين المصابين بمتلازمة غيتلمان. وقد تم توصيف أكثر من 180 طفرة على هذا الناقل. يشارك بروتين الغشاء الخلوي هذا في التحكم في الاستتباب الأيوني في جزء الأنبوب الملتوي البعيد الناقل من النفرون الكلوي. كما أن لفقدان وظيفة هذا الناقل تأثير غير مباشر على زيادة امتصاص الكالسيوم بالنقل عبر الخلية. وقد اقترح أن هذا قد يكون نتيجة مبادل صوديوم كالسيوم قاعدي جانبي وقناة كالسيوم قمية مفترضة.
عندما يكون ناقل كلوريد الصوديوم مثبطا فإن استمرار عمل مضخة الصوديوم والبوتاسيوم يخلق تدرجا ملائما للصوديوم عبر الغشاء القاعدي. هذا يزيد من امتصاص الكاتيونات ثنائية التكافؤ عن طريق النقل النشط الثانوي. من غير المعروف حالياً سبب زيادة امتصاص الكالسيوم أثناء انخفاض امتصاص المغنيسيوم الذي يؤدي إلى انخفاض مستوى المغنيسيوم في الدم.
متلازمة غيتلمان موروثة بطريقة جسمية متنحية أي أن المصاب يجب أن يرث أليلا معيبا من كل والد.

## العلاج
يمكن أن تتم مراقبة معظم الأفراد المصابين الغير عرضيين دون الحاجة إلى اتباع علاج طبي. أحد الدعامات الأساسية في العلاج هي مكملات البوتاسيوم والمغنسيوم لتصبح مستوياتها في الدم طبيعية. غالباً ما تكون الجرعات العالية من البوتاسيوم والمغنيسيوم ضرورية لاستبدال الشوارد المفقودة في البول بشكل مناسب. الإسهال هو أحد الآثار الجانبية الشائعة لتناول المغنسيوم الفموي مما يصعب تناوله فموياً ولكن يمكن تقسيم الجرعة العلاجية إلى 3-4 دفعات إذ أن تحملها أفضل. قد يتطلب النقص الشديد في مستويات المغنسيوم والبوتاسيوم إعطائها وريدياً. في حال لم تكن الإعاضة الفموية لمستويات البوتاسيوم المنخفضة في الدم كافية يمكن استخدام مضادات الألدوستيرون (مثل سبيرونولاكتون أو الإبلرينون) أو حاصرات قنوات الصوديوم الظهارية مثل الأميلورايد للحد من ضياع البوتاسيوم في البول.

## الوبائيات
تشير التقديرات إلى أنه يبلغ معدل انتشار متلازمة غيتلمان واحد من أصل 40 ألف شخص.

## تاريخياً
تم تسمية المتلازمة نسبةً لهيليل جيه غيتلمان (1932- 12 يناير 2015) وهو أخصائي في أمراض الكلية أمريكي كان يعمل في كلية الطب بجامعة نورث كارولينا. وقد وصف الحالة لأول مرة في عام 1966 وذلك بعد ملاحظة زوج من الأخوات المصابات بهذا الاضطراب. قام غيتلمان وزملاؤه في وقت لاحق بتحديد وعزل الجين المسؤول (SLC12A3) عن طريق الاستنساخ الجزيئي.